# Reinhold Zwickler
Reinhold Zwickler (* 27. Januar 1933; † 3. Mai 2023) war ein deutscher Ingenieurwissenschaftler und Hochschullehrer.

## Leben
Zwickler studierte von 1953 bis 1958 Maschinenbau an der TH Darmstadt. Mit dem Schwerpunkt Energie- und Wärmeenergietechnik wurde er wissenschaftlicher Assistent am Lehrstuhl und Institut für Wärmetechnik der Technischen Hochschule Darmstadt. 1963 wurde er mit einer Arbeit zu leichtwassermoderierten Zwangdurchlauf-Kernreaktoren an der Fakultät für Maschinenwesen in Darmstadt zum Dr.-Ing. promoviert. Nach seiner Promotion war er im Großkesselbau bei Babcock in Oberhausen tätig.
1967 erhielt er einen Ruf an die Fachhochschule Darmstadt. Er engagierte sich insbesondere im Verbund seines Fachgebietes mit Partnerhochschulen in England, Frankreich und den USA sowie auf zahlreichen nationalen und internationalen Konferenzen. Er war Gastprofessor am Institut Universitaire de Technologie  der Université Paris Descartes in Ville-d’Avray bei Paris.
Mit seinem Buch Ist der Kosmos ohne Gott erklärbar? zeigt Zwickler auf, wie mit einer Methode nach Max Planck und Werner Heisenberg eine Lösung des kosmologischen Problems gemäß den Einsteinschen Forderungen der Kausalität und Einfachheit hergeleitet werden kann.
Zwickler war verheiratet und hatte vier Kinder. Seit Studientagen war er Mitglied der katholischen Studentenverbindung K.D.St.V. Nassovia Darmstadt im CV.

## Schriften
- Ist der Kosmos ohne Gott erklärbar? – Ursprung und Grenzen der Physik, Haag + Herchen Frankfurt am Main 2006, ISBN 3898464113
- Kosmologie zwischen Ideologie und politischer Korrektheit, Deutscher Wissenschaftsverlag 2013, ISBN 978-3868880670
- Der einfache Bauplan der Welt und die Irrtümer der Physik – Gleichgewicht als Ordnungsprinzip für Natur und Menschheit, Cuvillier Verlag Göttingen 2019, ISBN 978-3736970076